# Константін Кордуняну
Константін Кордуня́ну (рум. Constantin Corduneanu; нар. 23 квітня 1969, Ясси, повіт Ясси — 15 квітня 2024, Тиргу-Муреш, повіт Муреш) — румунський борець вільного стилю, срібний призер чемпіонату Європи, чемпіон Франкомовних ігор, учасник двох Олімпійських ігор. Відомий також як глава одного з найбільших в Румунії злочинних кланів мафіозного типу.

## Життєпис
Боротьбою почав займатися з 1983 року. Виходець із малозабезпеченої родини з 11 дітьми, «Костель», як його називають близькі, з дитинства приєднався до секції боротьби спортивного клубу «Ніколіна» в Яссах. Був чемпіоном світу серед кадетів і брав участь у двох Олімпійських іграх, де посів 9 місце в Барселоні в 1992 році і 14 місце в Атланті в 1996 році. За цей час Костель подружився з легендами румунського спорту, як-от фехтувальниця Лаура Бадя та боксери Франциск Ваштаг і Леонард Дорофтей.
Виступав за спортивний клуб «Динамо» Брашов та «Стяуа» Бухарест. Тренер — Йон Янкау.
Наприкінці спортивної кар'єри виступав за команди зі Швейцарії та Німеччини.
Пішов зі спорту 2002 року, однак до того часу він заснував один із найстрашніших кланів кримінального світу на території Західної Молдови. У 90-х роках був під слідством за акти насильства в таких країнах, як Польща, Німеччина та Угорщина, а на початку 2000-х — за торгівлю наркотиками.
Наприклад, у 1994 році, через два роки після Олімпійських ігрор у Барселоні, і за два роки до участі в Олімпійських іграх в Атланті, Костель Кордуняну та кілька близьких до нього людей напали з ножами та мечами на групу румунів у готелі міста Згеж, Польща. Вони побили людей у кімнаті, а потім пішли з 12 000 марок. Це був лише один із актів, які, як відомо, скоїв у 90-х роках Костель Кордуняну.
У списку були й інші: тяжке тілесне ушкодження чоловіка, з яким він ворогував у 1997 році у Варшаві. Напад на іншого, у Берліні, через рік. Навіть підозра, що він причетний до справи дитини з Ясс, знайденої втопленою в річці в Берліні.
У грудні 1998 року Кордуняну спіймали в Італії з підробленим паспортом. На той момент його розшукував Інтерпол. Його заарештували, кілька місяців провів у в'язниці в Римі, а у квітні 1999 року під конвоєм доставили до Румунії.
На початку 2000-х Кордуняну вперше затримали в Румунії у справі з торгівлі наркотиками. Його разом з іншими родичами звинуватили в перевезенні наркотиків із Заходу до країн Балтії та Республіки Молдова. Прокуратура DIICOT стверджує, що він займався підготовкою, організацією та координацією більшості злочинних дій угруповання як в Румунії, так і в Європі. Згідно з документами прокуратури, з часом глава групи «уникав свого прямого, твердого, насильницького втручання, ставши більшою мірою переговорником».
У ніч проти 17 січня 2010 року після опівночі в Яссах почалася масштабна операція МВС, до якої залучили майже 1000 поліцейських, жандармів і прокурорів, які штурмували квартири й будинки в Яссах і його околицях. Були затримані десятки членів злочинного клану Кордуняну. Були вилучені гроші і зброя, в результаті співпраці з ФБР та Інтерполом, з'явились десятки тисяч сторінок доказів організованої злочинності. Але після слідства, що тривало 10 років, З 27 обвинувачених, майже половина з яких були братами або двоюрідними братами з клану Кордуняну, 24 були виправдані. Серед затриманих був також молодший брат Константіна Георге Кордуняну, який теж був членом олімпійської збірної Румунії з вільної боротьби на Іграх в Атланті, чемпіоном світу серед кадетів та переможцем Франкомовних ігор. Серед засуджених був Константін «Костель» Кордуняну, старший з братів, якого слідчі вважаюли лідером однойменного злочинного клану з Ясс. Хоча його звинувачували у створенні організованої злочинної групи, торгівлі людьми, торгівлі неповнолітніми, шантажі та шахрайстві, зрештою Костель Кордуняну був засуджений лише за підбурювання до комп'ютерного злочину. Він отримав три роки в'язниці за те, що заплатив хакеру за шпигування за його колишньою дружиною. Це єдиний вирок, винесений румунським правосуддям проти нього після 2000-х років. У 2016 році Конституційний суд вирішив виключити з доказів прослуховування телефонних розмов, здійснене за підтримки SRI, яке у справі Кордуняну представляло важливу доказову базу для слідчих. Стосовно найважливішого звинувачення у справі, а саме створення або приєднання до організованої злочинної групи, судді дійшли висновку, що воно не існує; Кордуняну — це просто родина, а не злочинний клан. Лише через сім місяців, влітку того ж 2020 року, Костель Кордуняну вийшов на свободу. Ще рік і три місяці він провів у СІЗО у 2010—2011 роках, коли його затримували.
Помер Константін Кордуняну 15 квітня 2024 року, не доживши трохи більше тижня до свого 55-річчя після операції на серці. Після його смерті клан Кордуняну очолив його рідний брат Адріан на прізвисько «Белюа.

## Спортивні результати на міжнародних змаганнях

### Виступи на Олімпіадах
| Змагання                    | Збірна  | Вагова категорія          | Місце |
| --------------------------- | ------- | ------------------------- | ----- |
| Літні Олімпійські ігри 1992 | Румунія | вільна боротьба, до 52 кг | 9     |
| Літні Олімпійські ігри 1996 | Румунія | вільна боротьба, до 52 кг | 15    |

### Виступи на Чемпіонатах світу
| Змагання                        | Збірна  | Вагова категорія          | Місце |
| ------------------------------- | ------- | ------------------------- | ----- |
| Чемпіонат світу з боротьби 1989 | Румунія | вільна боротьба, до 52 кг | 4     |
| Чемпіонат світу з боротьби 1991 | Румунія | вільна боротьба, до 52 кг | 4     |
| Чемпіонат світу з боротьби 1994 | Румунія | вільна боротьба, до 52 кг | 10    |
| Чемпіонат світу з боротьби 1995 | Румунія | вільна боротьба, до 52 кг | 10    |

### Виступи на Чемпіонатах Європи
| Змагання                         | Збірна  | Вагова категорія          | Місце  |
| -------------------------------- | ------- | ------------------------- | ------ |
| Чемпіонат Європи з боротьби 1989 | Румунія | вільна боротьба, до 52 кг | 5      |
| Чемпіонат Європи з боротьби 1991 | Румунія | вільна боротьба, до 52 кг | 5      |
| Чемпіонат Європи з боротьби 1992 | Румунія | вільна боротьба, до 52 кг | Срібло |
| Чемпіонат Європи з боротьби 1994 | Румунія | вільна боротьба, до 52 кг | 4      |
| Чемпіонат Європи з боротьби 1995 | Румунія | вільна боротьба, до 52 кг | 4      |
| Чемпіонат Європи з боротьби 1996 | Румунія | вільна боротьба, до 52 кг | 5      |

### Виступи на інших змаганнях
| Змагання                           | Збірна  | Вагова категорія          | Місце  |
| ---------------------------------- | ------- | ------------------------- | ------ |
| Франкомовні ігри 1994              | Румунія | вільна боротьба, до 52 кг | Золото |
| Гран-прі Німеччини з боротьби 1992 | Румунія | вільна боротьба, до 52 кг | 9      |

### Виступи на змаганнях молодших вікових груп
| Змагання                                       | Збірна  | Вагова категорія          | Місце  |
| ---------------------------------------------- | ------- | ------------------------- | ------ |
| Чемпіонат Європи з боротьби серед молоді 1988  | Румунія | вільна боротьба, до 52 кг | Бронза |
| Чемпіонат світу з боротьби серед молоді 1989   | Румунія | вільна боротьба, до 52 кг | 6      |
| Чемпіонат Європи з боротьби серед юніорів 1989 | Румунія | вільна боротьба, до 54 кг | Бронза |